# Podrute
Podrute är en ort i Kroatien.   Den ligger i länet Virovitica-Podravinas län, i den nordöstra delen av landet, 40 km norr om huvudstaden Zagreb. Podrute ligger 524 meter över havet och antalet invånare är 497.
Terrängen runt Podrute är varierad. Podrute ligger uppe på en höjd som går i öst-västlig riktning. Runt Podrute är det ganska tätbefolkat, med 90 invånare per kvadratkilometer. Närmaste större samhälle är Varaždin, 16,8 km nordost om Podrute. I omgivningarna runt Podrute växer i huvudsak lövfällande lövskog.